# Ukamaka Olisakwe
Ukamaka Olisakwe, née le 24 octobre 1982, est une femme de lettres nigériane, romancière et scénariste.

## Biographie
Ukamaka Evelyn Olisakwe naît et grandit dans l'État de Kano, dans le nord du Nigeria. Cette région est secouée à plusieurs reprises par des violences interreligieuses, notamment en 1991, des émeutes dont elle a été témoin, et subit désormais les attaques de Boko Haram. Ses parents sont originaires de l’Est du Nigeria (ex-Biafra) et de l’ethnie Igbo. Elle effectue des études supérieures en informatique. Elle se marie à George Nwanosike Olisakwe et ils s'installent dans l’Est du Nigeria avec leurs trois enfants. Avant de se consacrer à l’écriture, elle travaille sept ans dans le secteur bancaire. Son premier roman, Eyes of a Goddess, est publié en 2012,.
Elle prolonge ses créations littéraires par d'autres nouvelles et des essais, publiés par exemple dans des magazines nigérians tels que Saraban, ou African Hadithi, mais aussi dans The New York Times. Elle écrit également le scénario de The Calabash, utilisant son expérience du secteur bancaire et servant de base à un des réalisateurs les plus connus du cinéma nigérian ,  Obi Emelonye, pour réaliser une série télévisée ambitieuse d'une centaine d'épisodes,,.
En 2014, Ukamaka Olisakwe est sélectionnée comme l'un des 39 auteurs africains sub-sahariens les plus prometteurs, dans les moins de 40 ans : c'est la sélection Africa39, dans le cadre de la capitale mondiale du livre 2014, Port Harcourt,,. En 2016, Olisakwe est résidente à l'université de l'Iowa. En 2018, Olisakwe remporte la bourse Emerging Writers Scholarship du Vermont College of Fine Arts pour poursuivre un MFA en écriture et en édition.
En juillet 2020, Ukamaka Olisakwe fonde Isele Magazine.

## Principales publications

### Romans
- 2012 : Eyes of a Goddess, Piraeus Books, 2012, 304 p. (ISBN 978-0-9852038-1-8, lire en ligne)
- 2020 : Ogadinma, or Everything Will Be All Right, Black Spot Books, 2020 (ISBN 978-1-9116481-6-1).

### Nouvelles
- Girl to Woman, Sentinel Nigeria, 2011
- This is how I remember it, Africa39 : New Writing from Africa South of the Sahara, 2014

### Quelques publications dans la presse
- « Of Rising and the Home-Based Nigerian Writer », Saraba,‎ 2013 (lire en ligne).
- « The North is Dead », African Hadithi,‎ 11 mars 2014 (lire en ligne).
- « Growing Up Fearful in Nigeria », The New York Times,‎ 1er décembre 2014 (lire en ligne).
- « In Nigeria,an Election to Believe In », The New York Times,‎ 8 avril 2015 (lire en ligne).

### Webographie
- (en) « You could stop the next maternal death statistic : Ukamaka Olisakwe », sur site des conférences TED.